# Colossos de Copto
Os Colossos de Copto são três esculturas monumentais achadas em Copto, no templo dedicado a Mim. Foram descobertas em 1893-1894 por Flinders Petrie junto de um falcão e leões de pedra e figuras cerâmicas. Eles estão abrigados no Museu Ashmolean de Oxônia e no Museu Egípcio do Cairo. Neles há grafites que, segundo Günter Dreyer, seriam uma lista precoce de faraós (reis) que governaram o Antigo Egito entre o final de Nacada IIc e início de Nacada IIIa (3500–3220/3200 a.C.).